# Frantschach-St. Gertraud

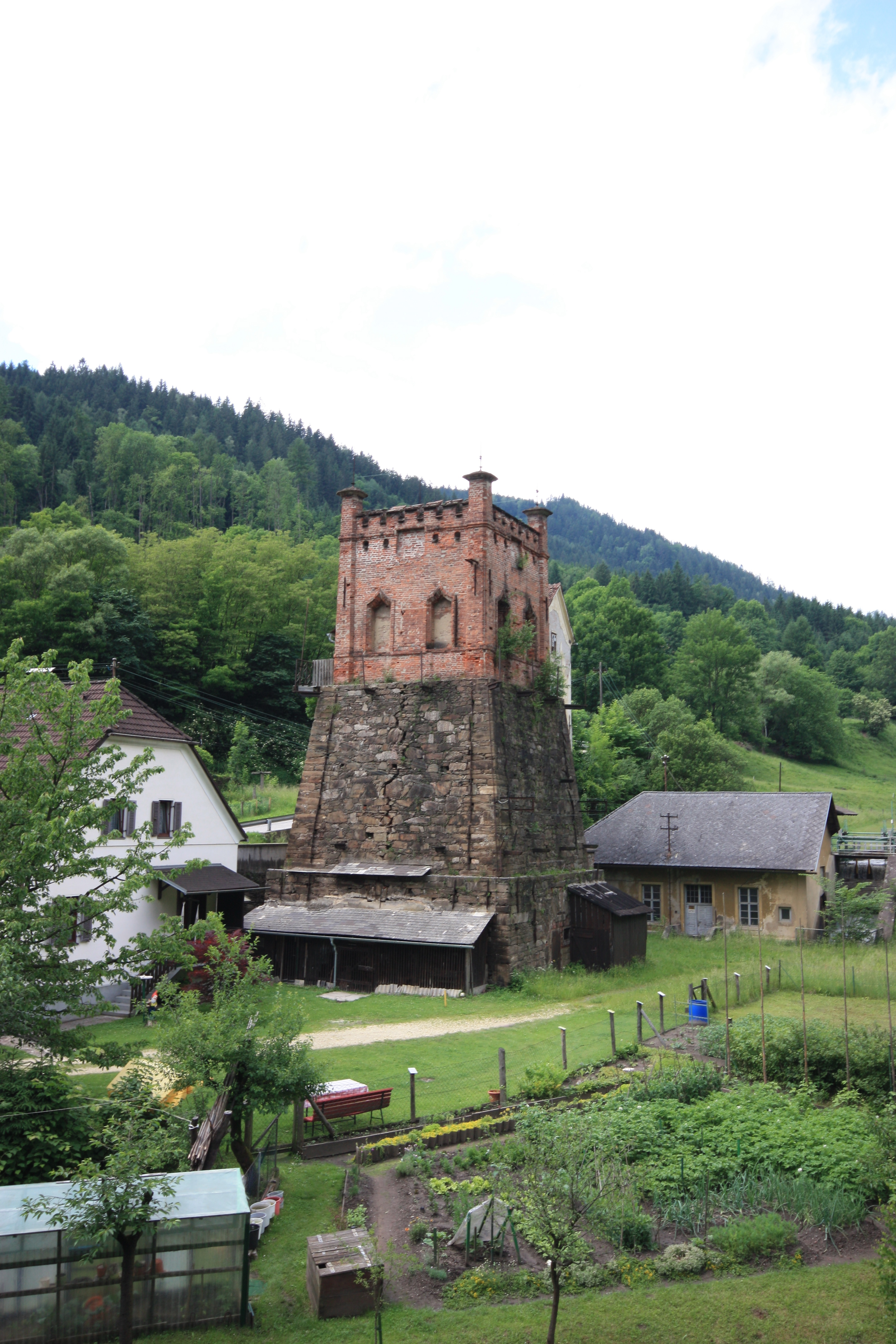
Historischer Hochofen

Frantschach-St. Gertraud ist eine Marktgemeinde mit 2394 Einwohnern (Stand 1. Jänner 2025) im Bezirk Wolfsberg in Kärnten.

## Geographie
Nordöstlich von Wolfsberg gelegen, erstreckt sich das Gemeindegebiet von der Lavant auf die Hänge der Koralpe. Die höchsten Erhebungen bilden die das Große Kar umrahmenden Großer Speikkogel, Steinschneider, Seespitz und Hühnerstütze. Die 16 Ortschaften der Gemeinde liegen in 504 bis 1600 m Seehöhe. Im Osten grenzt die Gemeinde an den steirischen Bezirk Deutschlandsberg.

### Gemeindegliederung
Die Gemeinde Frantschach–St. Gertraud ist in die Katastralgemeinden Kamperkogel, Trum- und Prössinggraben, Obergösel, Limberg, Untergösel, Kamp, Hintergumitsch, Zellach, Vorderwölch und Hinterwölch gegliedert. Das Gemeindegebiet umfasst folgende 16 Ortschaften (in Klammern Einwohnerzahl Stand 1. Jänner 2025):
- Frantschach (390)
- Hintergumitsch (121)
- Hinterwölch (43)
- Kaltstuben (17)
- Kamp (158)
- Kamperkogel (47)
- Limberg (95)
- Obergösel (101)
- Praken (3)
- St. Gertraud (326)
- Trum- und Prössinggraben (29)
- Untergösel (210)
- Vorderlimberg (103)
- Vorderwölch (186)
- Weinebene (1)
- Zellach (564)

### Nachbargemeinden
| Wolfsberg   |                                             |                       |
|             | Kompassrose, die auf Nachbargemeinden zeigt | Deutschlandsberg (DL) |
| Sankt Andrä | Sankt Georgen                               | Bad Schwanberg (DL)   |

## Geschichte
Das Obere Lavanttal lag ab dem 11. Jahrhundert im Herrschaftsbereich der Hochstifts Bamberg, das heutige Gemeindegebiet gehörte teilweise zum Stadtgericht Wolfsberg, teilweise zum Landgericht Hartneidstein. Die Kirche in St. Gertraud wurde 1289 erstmals urkundlich erwähnt.
Ab dem Spätmittelalter war der Bergbau und die Eisenverarbeitung prägend; in Frantschach bestand ein Hammerwerk, in St. Gertraud ein Hammer und ein Hochofen und in Wölch wurde Erz abgebaut. 1759 kamen die Betriebe vom Hochstift Bamberg zunächst an den österreichischen Staat, 1825 wurden sie von der Wolfsberger Eisenwerksgesellschaft und 1846 schließlich vom schlesischen Unternehmer Hugo Henckel von Donnersmarck aufgekauft. Er ließ 1847/48 in St. Gertraud einen modernen Hochofen errichten, wandelte aber auch angesichts der sich abzeichnenden Krise des Montanwesens 1882 das Frantschacher Werk in eine Zellulosefabrik um. Daraus entstand das heutige Unternehmen Mondi Packaging Frantschach.
Bei der Bildung von Ortsgemeinden im Jahr 1850 konstituierten sich zunächst die drei Gemeinden Gösel, Kamp und Wölch, die sich zwischen 1954 und 1963 erstmals zur Gemeinde Frantschach-St. Gertraud zusammenschlossen. Bei der Gemeindereform 1973 wurde die Gemeinde aber schon in die Großgemeinde Wolfsberg eingemeindet. Nach einer Volksbefragung 1991 wurde sie zum 1. Jänner 1997 wieder selbständig, und damit ist Frantschach-St. Gertraud Kärntens jüngste Gemeinde. Wolfsberg wollte die Abspaltung Frantschachs bis zuletzt verhindern, weil in Frantschach mit der Papier- und Zellstofffabrik ein großer Steuerzahler beheimatet ist.
Aufgrund ihrer wirtschaftlichen Bedeutung wurde der Gemeinde im Jahr 2001 das Recht zur Führung der Bezeichnung „Marktgemeinde“ verliehen.

### Staatsbürgerschaft, Religion
Laut Volkszählung 2001 hat Frantschach-Sankt Gertraud 3.148 Einwohner, davon besitzen 92,5 % die österreichische, 2,7 % die bosnische und 1,8 % die kroatische Staatsbürgerschaft. 89,3 % der Bevölkerung bekennen sich zur römisch-katholischen Kirche, 1,1 % zur evangelischen Kirche und 3,7 % sind islamischen Glaubens. 4,9 % ist ohne religiöses Bekenntnis.

### Bevölkerungsentwicklung

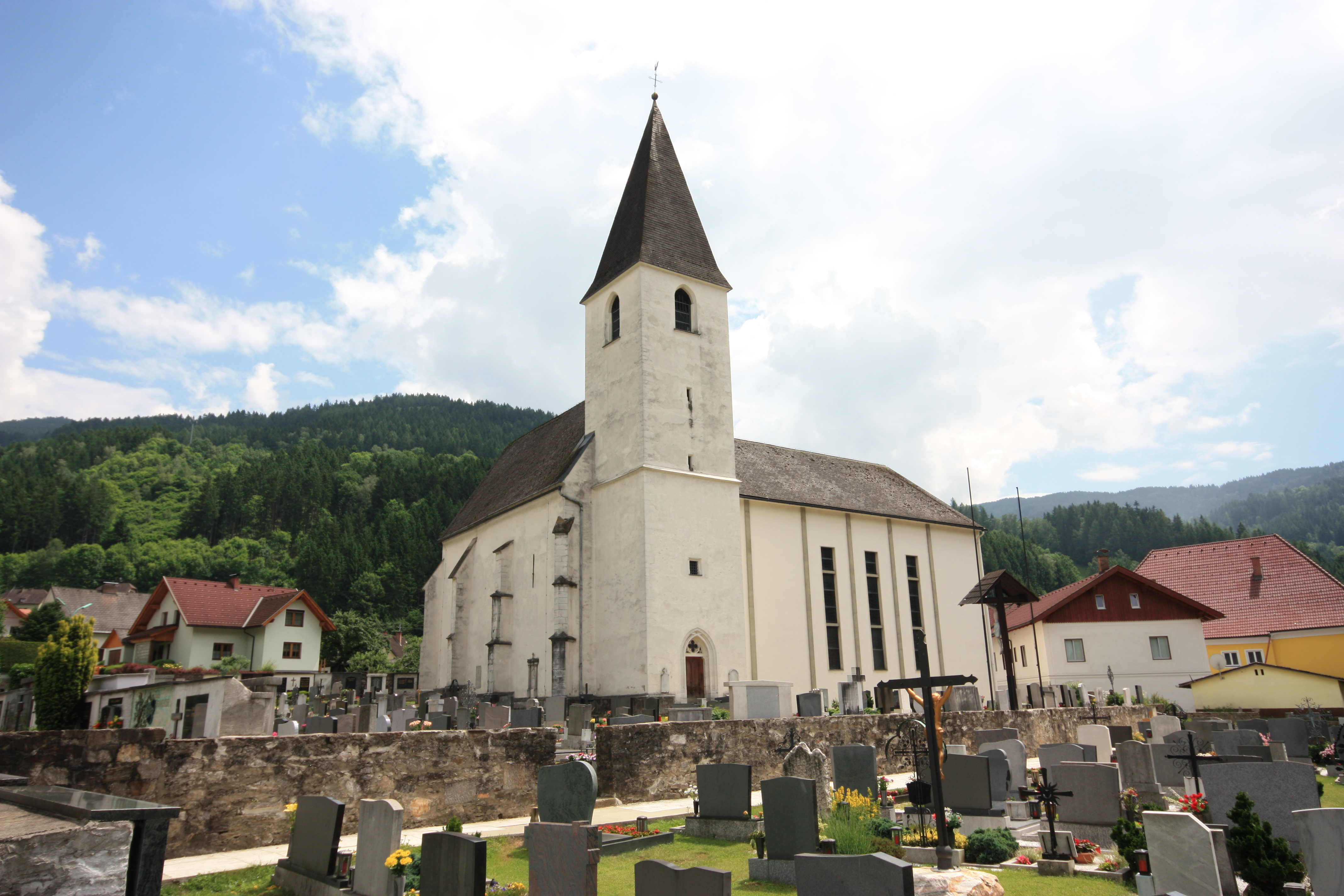
Pfarrkirche St. Gertraud

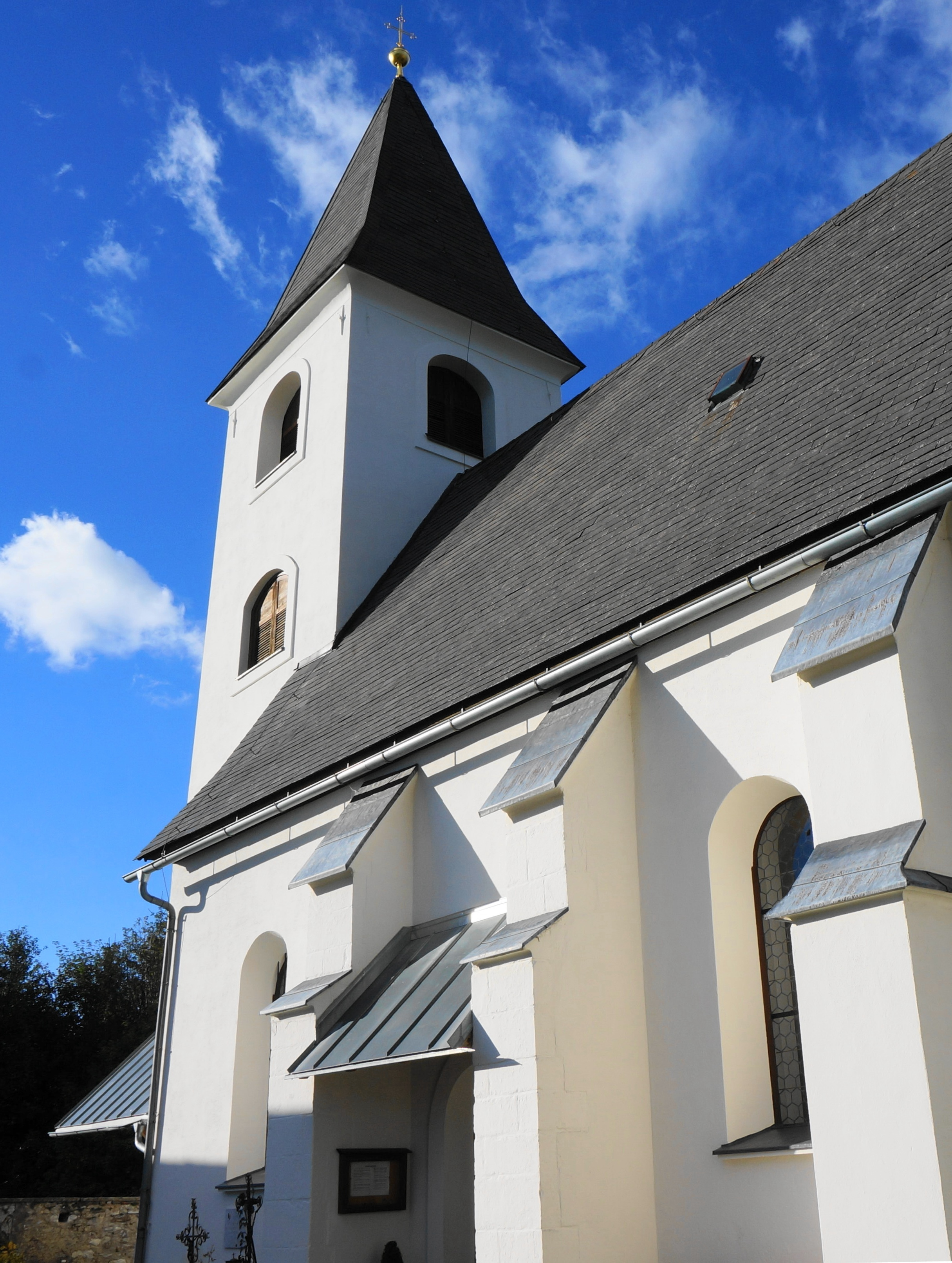
Pfarrkirche Kamp

## Kultur und Sehenswürdigkeiten
- Katholische Pfarrkirche St. Gertraud im Lavanttal hl. Gertrud von Nivelles: Der spätgotische Kirchenbau ist aus der ersten Hälfte des 16. Jahrhunderts. In ihr befindet sich an der Westwand ein um 1420 entstandenes gotisches Fresko. Ein Vorgängerbau wurde 1289 erstmals urkundlich erwähnt, seit 1539 ist St. Gertraud Pfarre.
- Katholische Pfarrkirche Kamp hl. Nikolaus: Die Kirche ist in ihrer heutigen Gestalt ebenfalls im spätgotischen Stil errichtet (Ende 15./Anfang 16. Jahrhundert), urkundlich erwähnt wurde sie bereits 1346 (unsicher) und 1399.
- Der Frantschacher Hochofen ist an der Lavant nördlich von St. Gertraud gelegen. Der 1848 errichtete, mit gotisierenden Schmuckformen versehene turmartige Bau ist als Wahrzeichen im Wappen der Gemeinde enthalten.

## Wirtschaft und Infrastruktur
Der größte Betrieb in der Gemeinde ist die Papier- und Zellstofffabrik der Mondi Packaging Frantschach. Der Tourismus spielt auch eine gewisse Rolle, bei St. Gertraud befindet sich das Skigebiet Weinebene, nicht weit sind Hebalm und Koralpe. Unterhalb der Weinebene befindet sich eine Lithium-Lagerstätte.

### Wirtschaftssektoren
Von den 173 landwirtschaftlichen Betrieben des Jahres 2010 wurden 56 im Haupt-, 106 im Nebenerwerb, 5 von Personengemeinschaften und 6 von juristischen Personen geführt. Im Produktionssektor arbeiteten 610 Erwerbstätige im Bereich Herstellung von Waren, 51 in der Bauwirtschaft und 22 in der Energieversorgung. Die wichtigsten Arbeitgeber des Dienstleistungssektors waren die Bereiche soziale und öffentliche Dienste (175), freiberufliche Dienstleistungen (113), Handel (78) und Verkehr (58 Mitarbeiter) (Stand 2011).
| Wirtschaftssektor            | Anzahl Betriebe | Anzahl Betriebe | Anzahl Betriebe | Erwerbstätige | Erwerbstätige | Erwerbstätige |
| Wirtschaftssektor            | 2021            | 2011            | 2001            | 2021          | 2011          | 2001          |
| ---------------------------- | --------------- | --------------- | --------------- | ------------- | ------------- | ------------- |
| Land- und Forstwirtschaft 1) | 100             | 173             | 201             | 123           | 137           | 133           |
| Produktion                   | 33              | 23              | 15              | 657           | 683           | 653           |
| Dienstleistung               | 107             | 109             | 74              | 885           | 470           | 463           |

1) Betriebe mit Fläche in den Jahren 2010 und 1999
| Im Jahr 2011 lebten 1224 Erwerbstätige in Frantschach-Sankt Gertraud. Davon arbeiteten 422 in der Gemeinde, zwei Drittel pendelten aus. Dafür kamen 868 Menschen aus der Umgebung zur Arbeit nach Frantschach-Sankt Gertraud. Durch das Gemeindegebiet führt die Packer Straße (B 70) sowie die Bahnstrecke der Lavanttalbahn. Auf dieser wurde der Personenverkehr im Jahr 2017 eingestellt. In der Gemeinde befinden sich eine Volksschule, eine Mittelschule, eine Landwirtschaftliche Fachschule und eine Musikschule. | Die zur Anzeige dieser Grafik verwendete Erweiterung wurde dauerhaft deaktiviert. Wir arbeiten aktuell daran, diese und weitere betroffene Grafiken auf ein neues Format umzustellen. (Mehr dazu) |

## Politik

### Gemeinderat
Der Gemeinderat besteht aus 23 Mitgliedern.
- Mit den Gemeinderatswahlen 2015 hatte der Gemeinderat folgende Verteilung: 9 SPÖ, 5 Liste Hirzbauer, 3 ÖVP, 2 FPÖ.[10]
- Mit den Gemeinderatswahlen 2021 hat der Gemeinderat folgende Verteilung: 10 SPÖ, 5 Liste Frantschach-St. Gertraud Aktiv (FSGA), 3 ÖVP, 1 FPÖ.[11]

### Bürgermeister
- Von 1997 bis 2009 Ingrid Hirzbauer (Namensliste)
- seit 2009 Günther Vallant (SPÖ)[12][13]

### Wappen
Die Blasonierung des Gemeindewappens lautet: „Im erhöhten Schildfuß silbern und schwarz geöffnet drei Spitzbögen auf zwei pfahlweise wachsenden, unter den Kämpfern verstärkten Diensten, darüber in Grün ein silberner, schwarz gezeichneter, im Untergeschoß geböschter, im Obergeschoß etwas eingezogener und oben von einem Zinnenkranz mit überdachten Türmchenaufsätzen an den Ecken bewehrter Turm, silbern beseitet vorne von einem Laubblatt, hinten von einem Fichtenzweig.“
Im Schildfuß des Wappens sind die drei gotischen Jochen der Pfarrkirche von St. Gertraud als Spitzbögen angedeutet, darüber der 1847/48 gebaute Hochofen. Laubblatt und Fichtenzweig stehen für die bis heute bedeutende Frantschacher Papier- und Zellstoffproduktion.
Wappen und Fahne wurden der Gemeinde am 3. Juni 1999 verliehen, die Fahne zeigt die Farben Grün-Weiß mit eingearbeitetem Wappen.

## Söhne und Töchter der Gemeinde
- Johann Vallant (1898–1943), geboren in Kamp, ermordet im KZ Mittelbau-Dora[16]
- Franz Hafner (1903–1985), Forstingenieur, Rektor der Hochschule für Bodenkultur Wien
- Karl Schleinzer (1924–1975), Politiker der ÖVP, Bundesminister für Landesverteidigung 1961–1964, Bundesminister für Land- und Forstwirtschaft 1964–1970
- Erwin Lichtenegger (1928–2004), Agrarwissenschaftler